# Gran Premi d'Espanya de motociclisme de 1963
El Gran Premi d'Espanya de motociclisme de 1963 fou la primera cursa de la temporada 1963 de motociclisme. La cursa es disputà al Circuit de Montjuïc (Barcelona, Catalunya) el dia 5 de maig de 1963.
Se celebrà també una cursa estatal de categoria Formula Junior 250, guanyada per Ricard Fargas amb (Ducati-Mototrans).

## 250 cc
10 pilots a la sortida

### Arribats a la meta
| Pos. | Pilot                | Moto        | Temps         | Punts |
| ---- | -------------------- | ----------- | ------------- | ----- |
| 1    | Tarquinio Provini    | Moto Morini | 1h 04' 07" 04 | 8     |
| 2    | Jim Redman           | Honda       | +20" 38       | 6     |
| 3    | Tommy Robb           | Honda       | +1' 01" 18    | 4     |
| 4    | Kunimitsu Takahashi  | Honda       | +1' 36" 18    | 3     |
| 5    | Luigi Taveri         | Honda       | +1 volta      | 2     |
| 6    | Gilberto Milani      | Aermacchi   | +1 volta      | 1     |
| 7    | Josep Maria Busquets | Montesa     | +2 voltes     |       |
| 8    | Giuseppe Visenzi     | Aermacchi   | +3 voltes     |       |

### Retirats
| Pilot        | Moto    | Motiu retirada |
| ------------ | ------- | -------------- |
| Enric Sirera | Montesa |                |

## 125 cc
25 pilots a la sortida

### Arribats a la meta
| Pos. | Pilot                     | Moto       | Temps      | Punts |
| ---- | ------------------------- | ---------- | ---------- | ----- |
| 1    | Luigi Taveri              | Honda      | 55' 53" 62 | 8     |
| 2    | Jim Redman                | Honda      | +0" 36     | 6     |
| 3    | Kunimitsu Takahashi       | Honda      | +25" 79    | 4     |
| 4    | Peter Inchley             | EMC        | +53" 95    | 3     |
| 5    | Francisco González Romero | Bultaco    | +54" 27    | 2     |
| 6    | Mike Duff                 | Bultaco    | +1' 21" 40 | 1     |
| 7    | Bert Schneider            | Suzuki     | +1' 41" 42 |       |
| 8    | José Medrano              | Bultaco    | +1 volta   |       |
| 9    | Franco Farné              | Ducati     | +1 volta   |       |
| 10   | Dan Shorey                | Bultaco    | +1 volta   |       |
| 11   | César Gracia              | Lube - NSU | +2 voltes  |       |
| 12   | Ramiro Blanco             | Bultaco    | +2 voltes  |       |
| 13   | Hans-Georg Anscheidt      | Bultaco    | +5 voltes  |       |
| 14   | Juan Antonio Bilbao       | Bultaco    | +8 voltes  |       |

### Retirats
| Pilot         | Moto    | Motiu retirada |
| ------------- | ------- | -------------- |
| Hugh Anderson | Suzuki  | avaria         |
| Jan Huberts   | Bultaco |                |

## 50 cc
18 pilots a la sortida

### Arribats a la meta
| Pos. | Pilot                | Moto     | Temps      | Punts |
| ---- | -------------------- | -------- | ---------- | ----- |
| 1    | Hans-Georg Anscheidt | Kreidler | 31' 23" 02 | 8     |
| 2    | Hugh Anderson        | Suzuki   | +1" 43     | 6     |
| 3    | Josep Maria Busquets | Derbi    | +34" 77    | 4     |
| 4    | Isao Morishita       | Suzuki   | +54" 82    | 3     |
| 5    | Alberto Pagani       | Kreidler | +1' 12" 98 | 2     |
| 6    | César Gracia         | Ducson   | +1' 29" 48 | 1     |
| 7    | Franco Farné         | Derbi    | +1' 30" 10 |       |
| 8    | Andrés Magaz         | Derbi    | +1' 30" 33 |       |
| 9    | Juan Antonio Bilbao  | Derbi    | +1 volta   |       |
| 10   | Ramiro Blanco        | Derbi    | +1 volta   |       |
| 11   | "Zippo"              | Derbi    | +3 voltes  |       |

### Retirats
| Pilot         | Moto   | Motiu retirada |
| ------------- | ------ | -------------- |
| Mitsuo Itoh   | Suzuki | avaria         |
| Michio Ichino | Suzuki | avaria         |
| Ernst Degner  | Suzuki | avaria         |

## Sidecar
8 equips a la sortida

### Arribats a la meta
| Pos. | Pilot             | Passatger      | Moto      | Temps      | Punts |
| ---- | ----------------- | -------------- | --------- | ---------- | ----- |
| 1    | Max Deubel        | Emil Hörner    | BMW       | 57' 27" 28 | 8     |
| 2    | Otto Kölle        | Dieter Hess    | BMW       | +16" 97    | 6     |
| 3    | Florian Camathias | Alfred Herzig  | FCS       | +49" 50    | 4     |
| 4    | Alan Birch        | Peter Birch    | BMW       | +2 voltes  | 3     |
| 5    | Georg Auerbacher  | Beno Heim      | BMW       | +2 voltes  | 2     |
| 6    | Colin Seeley      | Wally Rawlings | Matchless | +2 voltes  | 1     |

### Retirats
| Pilot                 | Passatger     | Moto | Motiu retirada |
| --------------------- | ------------- | ---- | -------------- |
| Heinz Luthringshauser | n.d.          | BMW  |                |
| Fritz Scheidegger     | John Robinson | BMW  |                |